# شاميتا سينغ
شاميتا سينغ عارضة أزياء ومذيعة تلفزيونية وناشطة في مجال حقوق الحيوان وملكة جمال من الهند. تم تتويجها باسم فيمينا ملكة جمال الأرض الهند 2001، وتنافست لاحقًا في النسخة الأولى من مسابقة ملكة جمال الأرض الدولية لعام 2001 التي أنتجتها كاروسيل برودكشنز، حيث كانت واحدة من الدور قبل النهائي.